# Гуцериева, Дали Микаиловна
Да́ли Микаи́ловна Гуцери́ева (род. 2 февраля 1999, Москва) — российская виолончелистка, лауреат международных конкурсов, победительница II Конкурса виолончелистов имени Святослава Кнушевицкого, обладательница премии BraVo, которую ей вручил Хосе Каррерас.
В качестве солистки выступает с ведущими оркестрами России и Европы: с Датским королевским оркестром, Английским королевским ансамблем Ковент-Гарден, Литовским камерным оркестром, Национальным филармоническим оркестром России, Симфоническим Оркестром Силезской Филармонии, Оркестром Новой Оперы, Большим симфоническим оркестром им. П. И. Чайковского. Сотрудничает с такими дирижёрами, как: Владимир Федосеев, Давид Герингас, Кери-Линн Уилсон, Владимир Спиваков, Даниэль Орен и с другими.
Творчество Дали Гуцериевой регулярно освещается в СМИ, а концерты с её участием транслируются в эфирах российских телеканалов.

## Биография
Родилась в Москве 2 февраля 1999 года. Музыкой стала заниматься с детства. В 2017 году закончила Центральную музыкальную школу при Московской государственной консерватории им. П.И. Чайковского, в 2022 — Московскую государственную консерваторию (класс — виолончели, педагог Кирилл Родин).
Выступать начала с 9 лет. В 2008—2012 годах солировала в Рахмановском зале Московской консерватории, Саратовской областной филармонии им. А. Шнитке, в Прокофьевском зале Государственного центрального музея музыкальной культуры им. Глинки, в Доме музыки в Москве, в Доме культуры МГУ, в Центре Павла Слободкина и в других залах. В 2014 году завоевала Гран-при на II Международном конкурсе виолончелистов им. Святослава Кнушевицкого, проходящего в Саратовской консерватории.
После победы на конкурсе у Дали Гуцериевой появились международные гастроли, она начала сотрудничать с Давидом Герингасом. В 2014 году в качестве солистки камерного оркестра под управлением Герингаса гастролировала в Финляндии и Италии. В 2015 году выступила в Эстонии, Испании и Исландии; в 2016 году — в Чехии, Германии и Италии; в 2017 году — во Франции, Бельгии, Испании и Белоруссии; в 2018 — в Казахстане и Латвии с Д. Герингасом и в Польше и Азербайджане с оркестром под управлением Хобарта Эрла. В 2018 состоялся большой концерт с Датским королевским оркестром в Концертном зале им. П. И. Чайковского, дирижёр Александр Ведерников. Запись этого концерта транслировалась телеканалом «Культура». 11 марта 2018 года получила премию BraVo. Церемония награждения проходила на исторической сцене Большого театра в Москве. Награду Дали Гуцериевой вручил оперный певец Хосе Каррерас. Сама виолончелистка исполнила в этот вечер Первый концерт ля минор Камиля Сен-Санса.
В 2019 году Гуцериева в качестве солистки гастролировала с Российским симфоническим филармоническим оркестром п/у Владимира Спивакова. Концерты проходили в Лондоне, Париже, Брюсселе, а также в Амстердаме в зале «Консертгебау». Также выступила в Италии с Д. Герингасом и на Украине с Х. Эрлом. 15 ноября 2019 года в рамках IX Международного музыкального фестиваля «Петербургские набережные» солировала в концерте, проходящем в Тронном зале Екатерининского дворца. В нём принял участие Симфонический оркестр Силезской филармонии (Польша), дирижёр Даниэль Орен (Израиль). ТВ-версия выступления показана телеканалом «Культура».
В 2020 году выступила в Хельсинки; в 2021 году — в Страсбурге с оркестром п/у Д. Герингаса, в Москве в Большом зале консерватории им. П. И. Чайковского с оркестром «Новая опера» п/у Д. Орена и в «Ветошном холле» с Кери-Линн Уилсон. В 2022 году — в Санкт-Петербурге с Государственным академическим оркестром п/у Александра Титова. В рамках празднования 30-летия установления дипломатических отношений между Россией и Арменией солировала в Ереване с Большим симфоническим оркестром им. П. И. Чайковского п/у Томаса Зандерлинга и в Санкт-Петербурге с Национальным филармоническим оркестром Армении п/у Эдуарда Топчяна.
В 2023 году в качестве солистки выступила в юбилейных концертах дирижёра Владимира Федосеева, которые прошли в Большом зале московской консерватории и в Дубайской опере. Также сыграла с Большим симфоническим оркестром им. П. И. Чайковского в Александрийской опере (Египет) и с Английским королевским ансамблем Ковент-Гарден и дирижёром Даниэлем Ореном в «Золотом зале» Мюзикферайна (Вена, Австрия). В 2024 году продолжила сотрудничество с Английским королевским ансамблем Ковент-Гарден, выступив с ним во Дворце Эмиратов в Абу-Даби (ОАЭ). Приняла участие в концертах к 30-летию Соглашения о культурном сотрудничестве между Россией и Турцией в Стамбуле, а также в фестивалях классической музыки в Лейпциге, Мюнхене и Зальцбурге. Снова сыграла в «Золотом зале» Мюзикферайна (Вена, Австрия), а также с Большим симфоническим оркестром им. П.И. Чайковского п/у Филиппа Чижевского в Санкт-Петербурге и Баку.
В 2025 году участвовала в программе празднования Юбилейного года в Риме; выступила в Стамбуле с БСО им. П.И. Чайковского п/у В. Чижевского и с музыкантами Английского королевского оркестра Ковент-Гарден на фестивалях классической музыки в Австрии и Швейцарии. На телеканале «Культура» был показан концерт Гуцериевой в Гербовом зале Государственного Эрмитажа.
В 2021—2025 годах принимала участие в различных международных конкурсах: II Брюссельском (III премия), Odin в Дании (III премия), VII Международном конкурсе в Париже (III премия), VI Международном конкурсе в Токио (III премия), North International Music Competition в Швеции (III премия), Ise-Shima в Японии (Спец. приз). Стала победителем Международного музыкального конкурса в Манчестере (I премия), American Virtuoso International Music Competition в Нью-Йорке (I премия), Grand Prize Virtuoso в Зальцбурге (I премия) и Nouvelles Etoiles в Париже (I премия).
Входит в состав жюри Международного конкурса виолончелистов имени Святослава Кнушевицкого, который по уровню престижности считается вторым после конкурса им. П. И. Чайковского.